# Krzyż XXX-lecia Ordynariatu Polowego
Krzyż XXX-lecia Ordynariatu Polowego – polskie odznaczenie kościelne Ordynariatu Polowego WP ustanowione z okazji 30-lecia odnowienia Ordynariatu Polowego w Polsce.

## Historia i zasady nadawania
Medal został ustanowiony dekretem biskupa polowego Józefa Guzdka z dnia 21 stycznia 2021, ustanowiony został jako zewnętrzny wyraz wdzięczności wobec wszystkich, którzy wnieśli cenny wkład w trzydziestoletnią historię odnowionego duszpasterstwa wojskowego. Nadawany jest zarówno osobom świeckim i duchownym w okresie od 21 stycznia 2021 do 21 stycznia 2023. Osoby uhonorowane Krzyżem otrzymują legitymację oraz dyplom.

## Opis

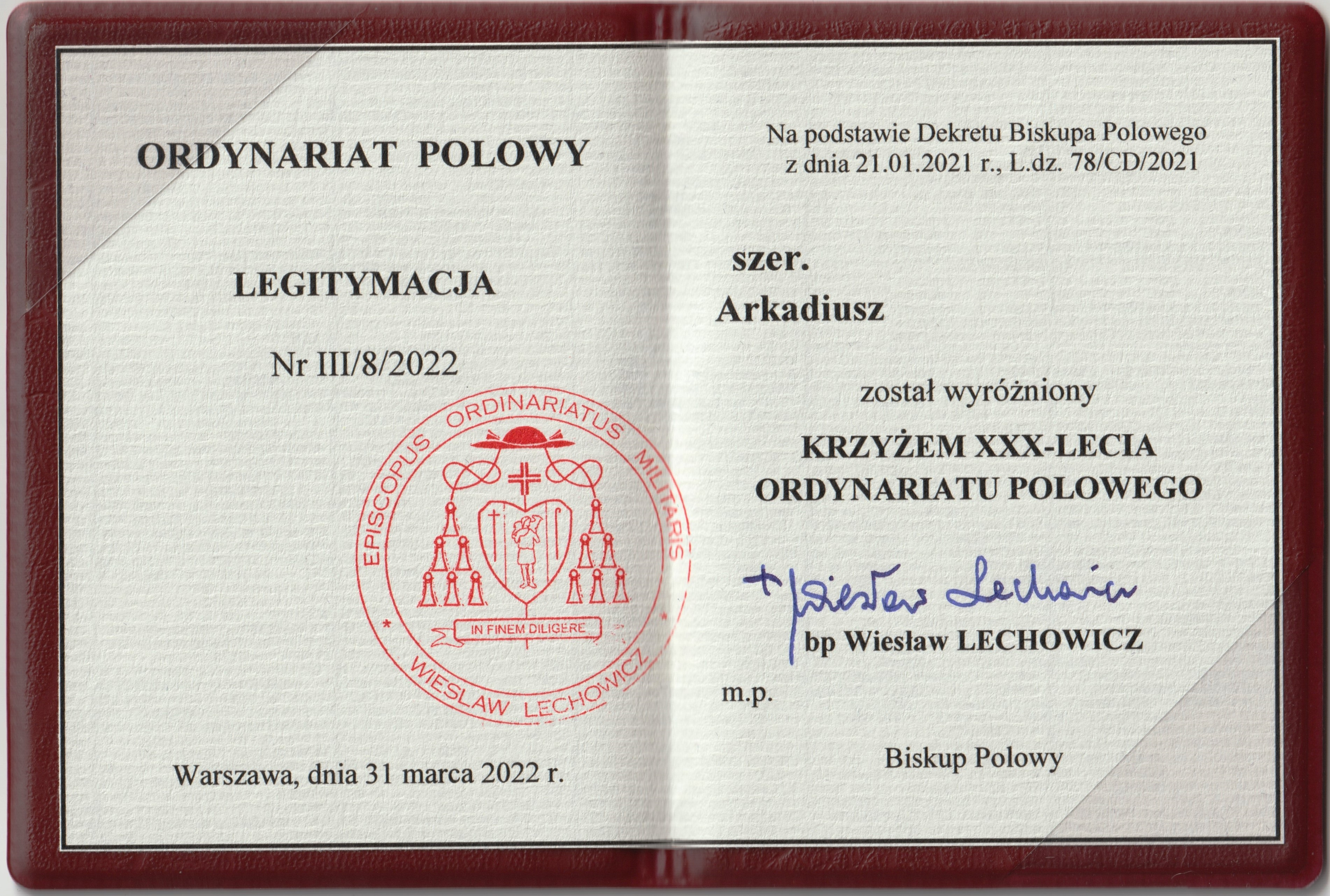
Legitymacja

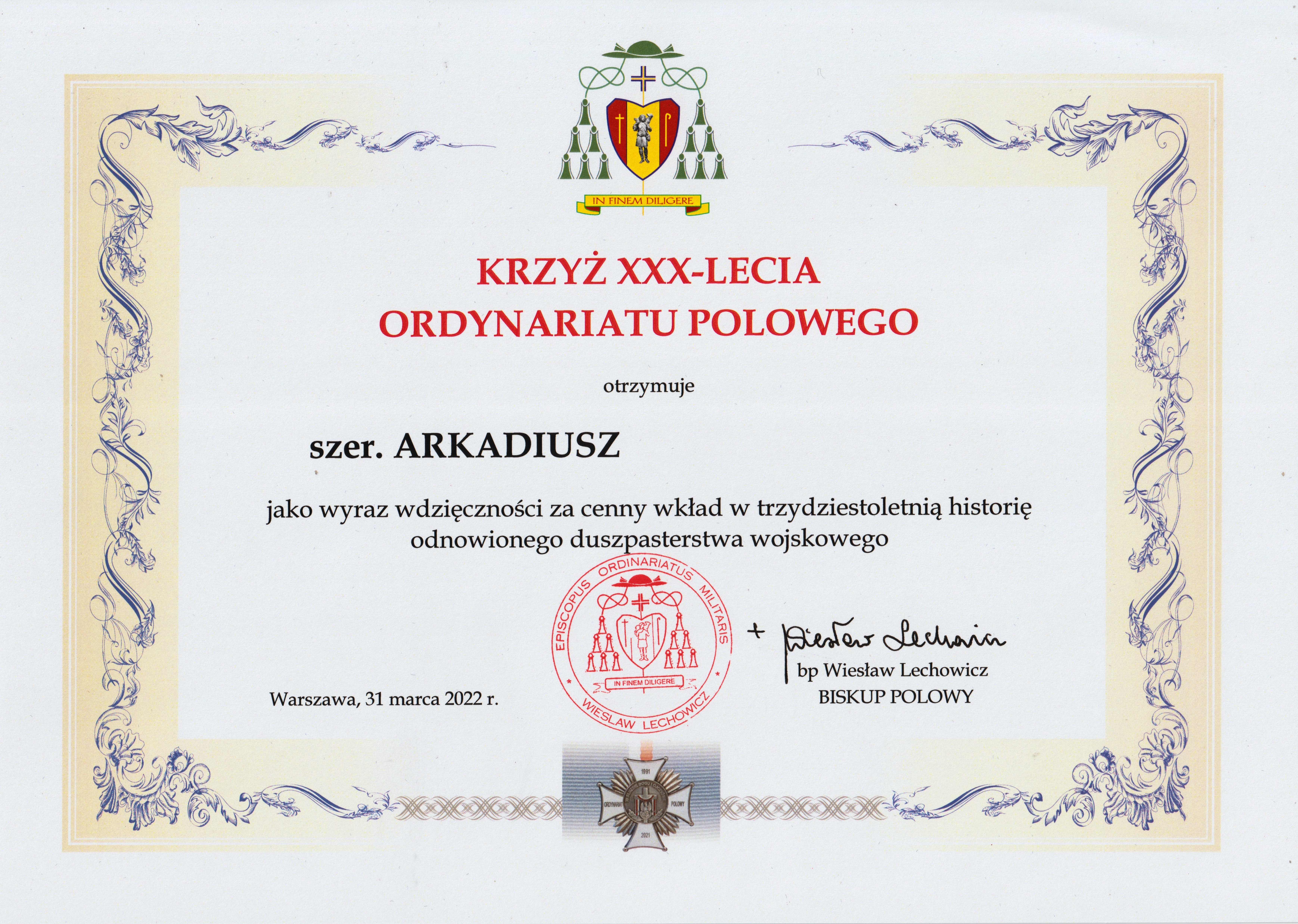
Dyplom

Awers krzyża stanowi czteroramienny srebrzony krzyż rycerski, ramiona krzyża wypełnione są białą porcelaną i zakończone kulkami. Na ramionach krzyża znajdują się napisy: ORDYNARIAT POLOWY oraz 1991 - 2021. W centrum znajduje się krzyż z biało-czerwoną szarfą, orłem, figurą Matki Boskiej z Dzieciątkiem Jezus oraz wieńcem laurowym oraz napisami: XXX i W SŁUŻBIE BOGU I OJCZYŹNIE. Rewers w centralnej części zawiera przedstawienie katedry polowej Wojska Polskiego z napisem: TRZYDZIESTA ROCZNICA PRZYWRÓCENIA ORDYNARIATU POLOWEGO · 1991 - 2021.
Wstążka o szerokości 40 mm w kolorze srebrnym, pośrodku znajduje się biało-czerwona wstęga.
Projektantem odznaczenia jest płk Adam Buszko, wykonawcą Adam Sroka - Zakład Grawerski w Wisowatkach.

## Odznaczeni
Krzyżem XXX-lecia Ordynariatu Polowego odznaczono m.in. dr. inż. Józefa Hałyka - Komendant Główny Straży Ochrony Kolei oraz generała brygady SG Stanisława Laciugę - Komendanta Karpackiego Oddziału Straży Granicznej.